# بازی دروغ (مجموعه تلویزیونی ۲۰۱۴)
بازی دروغ (انگلیسی: Liar Game; کره‌ای: 라이어 게임) یک مجموعهٔ تلویزیونی کره جنوبی سال ۲۰۱۴ بر پایه مانگا ژاپنی با همین نام است. در این مجموعه کیم سو اون، لی سانگ یون و شین سونگ روک ایفای نقش کردند. بازی دروغ از ۲۰ اکتبر تا ۱۸ نوامبر ۲۰۱۴، روزهای دوشنبه و سه‌شنبه ساعت ۲۳:۰۰ (کی‌اس‌تی) از تی‌وی‌ان برای ۱۲ قسمت پخش شد.

## بازیگران

### اصلی
- کیم سو-اون در نقش نام دا جونگ
- لی سانگ یون در نقش ها وو جین
- شین سونگ روک در نقش کانگ دو یونگ